# Сомалийская лира
Сомалийская лира (итал. Lira somala) — денежная единица Итальянского Сомали в 1925—1938 годах.

## История
Сомалийская лира в качестве денежной единицы Итальянского Сомали введена с 1 июля 1925 года королевским декретом от 18 июня 1925 года № 1143. В 1925 году в Риме были отчеканены серебряные монеты в 5 и 10 лир. Проба монет (835) соответствовала аналогичным монетам в итальянских лирах, но вес сомалийских монет был больше. Банкноты и разменные монеты не выпускались, в обращении использовались итальянские монеты и банкноты. Обмен ранее обращавшихся сомалийских рупий на лиры производился до 30 июня 1926 года в соотношении: 1 рупия = 8 лир.
Законом от 11 января 1937 года № 260 денежной единицей всех территорий, вошедших в состав Итальянской Восточной Африки (Эфиопии, Итальянской Эритреи и Итальянского Сомали), объявлена лира Итальянской Восточной Африки, выпуск которой начат в 1938 году.